# روبرت ستيرلينغ يارد
روبرت ستيرلينغ يارد (بالإنجليزية: Robert Sterling Yard)‏ (و. 1861 – 1945 م) هو صحفي، وكاتب، ومحافظ على الطبيعة، وعالم بيئة  أمريكي، ولد في هافرستراو، توفي في واشنطن، عن عمر يناهز 84 عاماً ، بسبب ذات الرئة.

## التعليم
تعلم في جامعة برنستون
.